# 真柴咲紀
真柴 咲紀（ましば さき、現姓：福嶋、1991年5月30日 - ）は、日本の元女子バレーボール選手。

## 来歴
大阪府大阪市出身。建国高を経て、神戸親和女子大学に進学するもすぐに中退し、2010年にデンソーエアリービーズに入団した。2010/11VプレミアリーグのJT戦でデビューを飾った。
2011/12Vプレミアリーグからはレギュラーとして活躍し、同リーグで3位となった。2012年9月に行れたアジアカップの日本代表に選出された。
2013年よりチームの副主将を務めたが、2015年に現役引退。

## 球歴
- 全日本代表 - 2012年

## 所属チーム
- 建国高（2007-2010年）
- 神戸親和女子大学（2010年）
- デンソーエアリービーズ（2010-2015年）